# Egernia arnhemensis
Egernia arnhemensis är en ödleart som beskrevs av  Ross A. Sadlier 1990. Egernia arnhemensis ingår i släktet Egernia och familjen skinkar. Inga underarter finns listade i Catalogue of Life.